# Karl Gottlob Sonntag

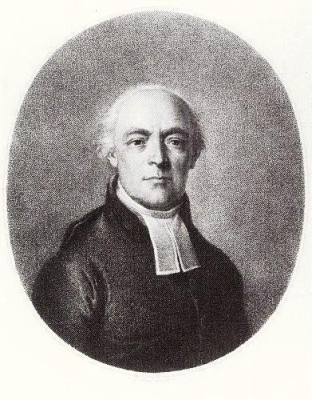
Karl Gottlob Sonntag

Karl Gottlob Sonntag (* 22. August 1765 in Radeberg; † 17. Julijul. / 29. Juli 1827greg. in Riga; Lettisch Kārlis Gotlobs Zontāgs. Deutsch auch als Carl) war ein deutscher evangelischer Theologe.
Sonntag wirkte ab 1788 als Oberpastor und Schuldirektor in Riga und ab 1803 als Generalsuperintendent von Livland.  Seine besonderen Verdienste bestehen in der geistlichen, gesellschaftlichen und sozialen Zusammenführung der Vielzahl ethnischer Gruppen Livlands und der Entwicklung und Verbreitung einer einheitlichen lettischen Sprache als Grundlage der heutigen Amtssprache Lettlands. Er war Mitglied der Kurländischen Gesellschaft für Literatur und Kunst und Redakteur der Rigaschen Stadtblätter.

## Leben
Karl Gottlob Sonntag wurde am 22. August 1765 in Radeberg als erstes Kind des Posamentiermeisters und späteren Ratsherrn, Viertelsmeisters und Senators Johann Gottfried Sonntag (1738–1799) und dessen zur Radeberger Fabrikanten- und Bürgermeister-Dynastie Rumpelt gehörenden Ehefrau Christiane Elisabeth (1742–1801) geboren. Den ersten Schulunterricht bekam Karl Gottlob Sonntag von seinem Vater, danach erhielt er in der Radeberger Stadtschule unter dem Rektor Johann Michael Klemm, der auch Hauslehrer der Familie des Radeberger Justizamtmannes Langbein war und dessen Sohn, den Dichter August Friedrich Ernst Langbein, unterrichtet hatte, eine umfassende Ausbildung, auch in Grundlagenwissenschaften. Am 8. Mai 1778 wurde er in die Fürsten- und Landesschule Schulpforta aufgenommen, er hatte eine der zwei schulgeldfreien Freistellen erhalten, die der Stadt Radeberg zustanden. Im Februar 1783 schloss Sonntag

„mit den vorteilhaftesten Zeugnissen seiner Lehrer und unter ehrenvoller Entlassung“

sowie mit einer lateinisch vorgetragenen Rede Ueber die grosen Verdienste Sachsens und Deutschlands Gelehrsamkeit seit der Reformation die Landesschule ab. Am 12. Mai 1784 begann Sonntag sein Studium an der Universität Leipzig und disputierte dort bereits am 3. Februar 1785.
In den philosophischen und theologischen Studien wurde Sonntag von den Professoren Morus, Platner und Rosenmüller sowie von Johann August Ernesti, einem der führenden Vertreter der Aufklärung, unterrichtet. Philologie studierte er bei Christian Daniel Beck, dem späteren Rektor der Universität Leipzig. Zu Johannis (24. Juni) 1786 trat Sonntag die Stelle des Hauslehrers und Erziehers der Kinder des Superintendenten Rosenmüller in Leipzig an. Parallel dazu setzte er seine akademischen Studien fort. Im September 1786, im Alter von 21 Jahren, wurde Sonntag Magister per Diploma.
Weil Sonntag im Kurfürstentum Sachsen wenig Chancen für einen raschen beruflichen Aufstieg sah, wurde er vorerst Privatdozent in Leipzig. Hier lernte er 1788 Johann Gottfried Herder kennen, der ab 1764 als Lehrer an der Domschule in Riga wirkte und dort bis 1769 verschiedene Ämter innehatte.
Sonntags früherer Leipziger Lehrer Morus vermittelte ihn nach Riga, wo die Stelle des Direktors der Domschule frei geworden war. Auch die Bekanntschaft mit Herder, der ebenfalls an der Domschule gewirkt hatte, war für Sonntag motivierend, in das überwiegend deutsch geprägte Baltikum zu gehen. Im Mai 1788 reiste Sonntag nach Riga.
Nachdem er sich in Riga fest etabliert und als Rektor der Domschule bzw. danach des Lyzeums sowie als Dr. phil. und Magister eine hohe gesellschaftliche Position erarbeitet hatte, heiratete er am 20. Novemberjul. / 1. Dezember 1789greg. Gertrud Hedwig Grave, die Tochter des Kaufmanns und „Ältesten der Großen Gilde“ Ludwig Grave und der Johanna Sophia, geb. Schwartz, aus der Rigaer Bürgermeister-Dynastie Schwartz. Karl Gottlob Sonntags Schwager Karl Ludwig Grave wurde im Mai 1811 der Nachfolger Sonntags als Oberpastor an der Kronskirche und machte später ebenfalls eine große Karriere. Sonntags Ehe blieb kinderlos, das Ehepaar nahm aber zwei Pflegekinder auf.
Im August 1797 reiste Sonntag anlässlich seines 32. Geburtstages zu seinen Eltern nach Radeberg. Die Eltern verfassten aus diesem Anlass ein Freudengedicht bzw. einen Lobgesang auf ihren Sohn. Dieses mehrseitige Gedicht ließen sie in der Kurfürstlichen Hofbuchdruckerei in Dresden drucken und binden. Das war der erste und letzte Besuch in Radeberg und das letzte Wiedersehen mit seinen Eltern und Geschwistern.

## Wirken
Am 13. Septemberjul. / 24. September 1788greg. nahm Sonntag sein Amt als Rektor der Domschule (heute „1. Staatsgymnasium Riga“) auf. Im August 1789 wurde er zum Rektor des damaligen Lyceums (heute Puschkin-Lyzeum Riga) berufen. Diese Schule (ab 1804 Gouvernementsgymnasium) war im 18. und 19. Jahrhundert die vornehmste Schule in Riga und von ganz Livland, die auf die Universität vorbereitete. Diese Stelle des Rektors war mit dem Diakonat der „Kronskirche zu St. Jakob“ verbunden, das der Oberpastor Christian Adolf Ludwig Dingelstädt bis zu seinem Tode im Januar 1791 innehatte. Sonntag nahm demnach ab Januar 1791 dessen Stelle ein, blieb aber gleichzeitig bis 1793 Rektor des Lyzeums, weil kein Nachfolger gefunden werden konnte.
Im Januar 1799 wurde er Assessor im Kaiserlich-Livländischen Oberkonsistorium, d. h. Beisitzer in der obersten livländischen Verwaltungsbehörde.

## Ehrungen
Die Jenaische Lateinische Societät ernannte Sonntag 1802 zum Ehren-Mitglied, 1805 erhielt er von der Kaiserlichen Universität Dorpat das „Ehren-Diplom eines Doctors der Theologie“. Hohe Anerkennung fand er als Mitglied der Literärisch-praktischen Bürger-Verbindung und der Kurländischen Gesellschaft für Literatur und Kunst.
Kaiser Alexander I. würdigte Sonntags Verdienste 1819 „durch Zutheilung des Kronsgutes Colberg auf 12 Jahre“. Im Jahre 1823 verlieh ihm der Kaiser den St.-Annen-Orden II. Klasse.
Sonntags Ruf war so bekannt geworden, dass er an die Petrikirche zu St. Petersburg gerufen wurde. Die Universität Dorpat berief ihn zum Professor der Kirchengeschichte und theologischen Literatur. Zwei Angebote von 1804 und 1812, als Professor nach Berlin zu kommen, lehnte Sonntag ab, ebenso wie er die Angebote, als Konsistorialrat nach Danzig und als Professor nach Königsberg und später nach Coburg zu gehen, ablehnte.